# Васецький Григорій Степанович (художник)
Григо́рій Степа́нович Васе́цький (28 листопада 1928, Новоіванівка — 27 квітня 2019, Київ) — український живописець; член Спілки радянських художників України з 1960 року; член-кореспондент Академії мистецтв України з 2001 року.

## Біографія
Народився 28 листопада 1928 року в селі Новоіванівці (нині Лубенський район Полтавської області, Україна). 1948 року закінчив Київську художню школу, де навчався у Петра Драченка; протягом 1949—1955 продовжив здобувати мистецьку освіту на живописному факультеті у Київському художньому інституті, був учнем Олексія Шовкуненка, Віктора Пузиркова. Дипломна робота — картина «Пирогов у Севастополі» (керівник Олексій Шовкуненко).
У 1955—1958 роках виконував роботи за договорами у видавництвах Києва. Мешкав у Києві в будинку на Русанівській набережній, № 16, квартира № 61. Помер у Києві 27 квітня 2019 року.

## Твори
Працював у галузі станкового живопису. Створював тематичні картини, картини на історичні теми, портрети, пейзажі, натюрморти. Серед робіт:
- «Пирогов у Севастополі» (1955);
- «Щасливий день» (1957);
- «Друзі миру» (1957);
- «Підмосков'я» (1960);
- «Увечері» (1960);
- «Гудуть мотори» (1960);
- «До мирної праці» (1960);
- «Тарас Шевченко» (1961);
- «Остання борозна» (1961);
- «Гість» (1964, Державний музей мистецтв Республіки Казахстан імені Абилхана Кастеєва);
- «У степ. Чабан орденоносець І. Магамбеков» (1964);
- «Тривожна молодість» (1965);
- «Перші комунари» (1967);
- «Хліб Петрограду» (1968);
- «Сірий день» (1969);
- «Квітень» (1969);
- «Бойовими шляхами» (1969—1970);
- «Батьки наші» (1969—1970);
- «Квіти» (1970);
- «Опалене дитинство» (1971);
- «В години відпочинку» (1972);
- «Венеція» (1972);
- «Весна. 1945 рік» (1972);
- «Гурзуф» (1974);
- «Портрет дружини» (1974);
- «Йшла війна» (1975);
- «Коли батьки, чоловіки на фронті» (1977);
- «Рік 1918» (1978);
- «Ремонтники» (1978);
- «На Єнісеї» (1981);
- «Портрет дочки» (1982);
- «Олександр Пушкін у Києві» (1982);
- «Солдатки» (1985);
- «Такі були часи» (1985);
- «Солдатські вдови» (1987);
- «Діти війни» (1990);
- «Київ у листопаді 1943 року» (1991);
- «Гайдамаки» (1991; за мотивами одноіменної поеми Тараса Шевченка);
- «Втікачі з полону» (1992);
- «Літо» (2000);
- «До Запорозької Січі» (2002);
- «Портрет заслуженого будівельника України Анатоля Кармінського» (2004);
- «Літній день» (2003);
- «Квіти» (2004);
- «Шевченко серед казахів» (2004);
- «Чумацький шлях» (2005—2006);
- «У саду» (2006);
- «Шевченко серед козаків» (2007).

Брав участь у республіканських виставках з 1957 року, всесоюзних — з 1961 року. За кордоном його роботи експонувалися у Болгарії, Угорщині, Німеччині.
Крім згаданого музею, картини художника зберігаються у Національному художньому музеї України у Києві, Сумському і Чернігівському художніх музеях, Красноградському районному краєзнавчому музей імені Парфірія Мартинович, у приватних збірках в Україні та за її межами.

## Відзнаки
- Почесна грамота Президії Верховної Ради УРСР (1968)[1];
- медаль «За доблесну працю» (1970)[1];
- Заслужений діяч мистецтв УРСР від 1971 року;
- Народний художник УРСР від 1979 року;
- медаль «Ветеран праці» (1986)[1].